# Chaparralspett
Chaparralspett (Dryobates nuttallii) är en fågel i familjen hackspettar inom ordningen hackspettartade fåglar. Den förekommer i princip enbart i Kalifornien i USA.

## Kännetecken

### Utseende
Chaparralspetten är en rätt liten (19 cm) svartvit hackspett. Liksom bandryggig hackspett har den tvärbandad rygg och fläckat bröst, men skiljer sig på att övre delen av ryggen är svart. Vidare är huvudteckningen annorlunda, med mycket bredare svart ögonstreck som går ihop med strupsidestrecket, vilket gör det vita ögonbrynsstrecket smalare och reducerar det vita på kinden till en strimma. Hanen är dessutom röd endast på hjässans baksida, medan den främre delen är vitstreckat svart (bandryggig hackspett har mer utbrett rött längre fram på hjässan och vitprickig panna).

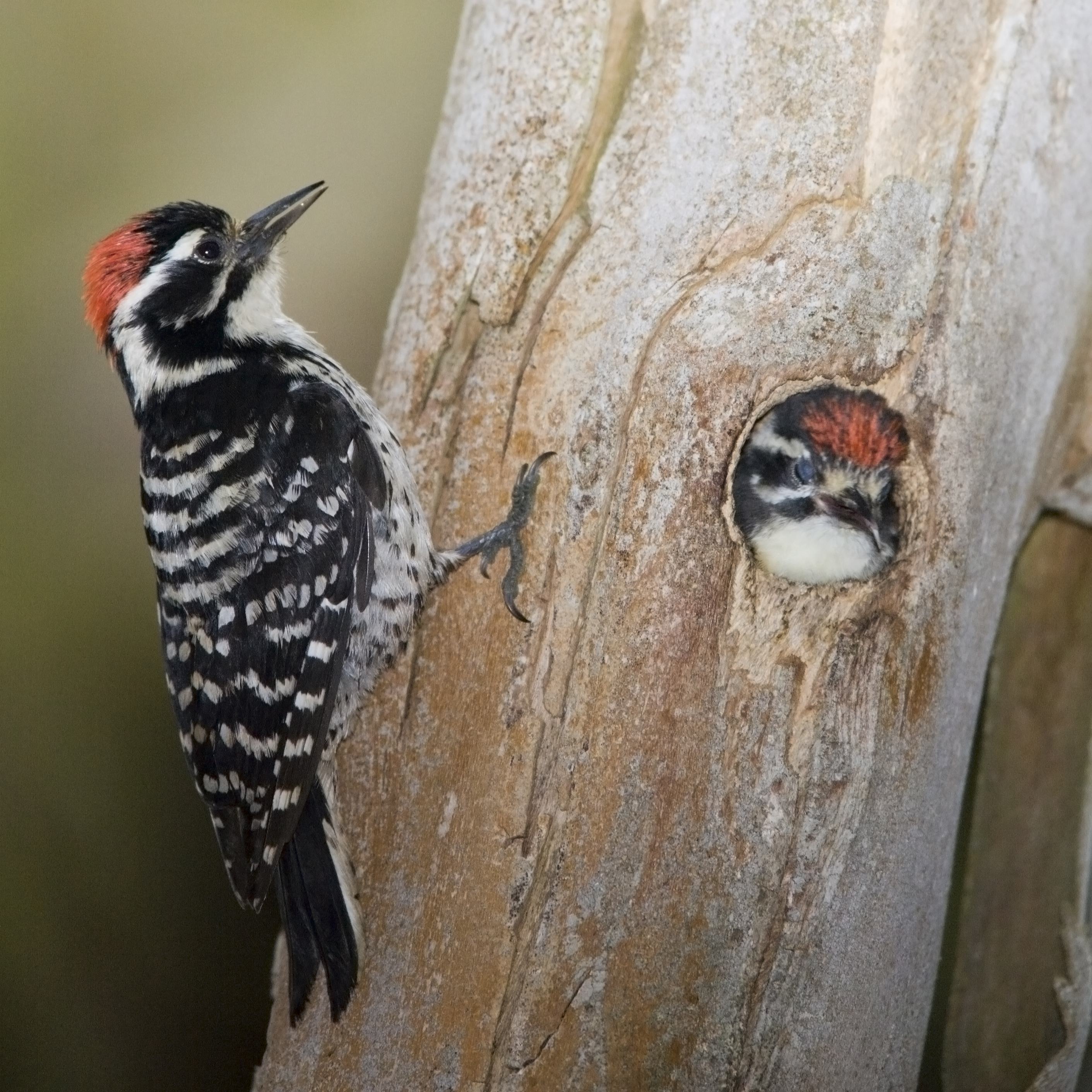
Hane med unge.

### Läten
Lätet beskrivs som ett vasst och stigande "pitik". Det tjattrande lätet är likt hårspetten med jämn tonhöjd, men är långsammare. Arten trummar långt och medelsnabbt.

## Utbredning och systematik
Chaparralspetten förekommer från norra Kalifornien till nordvästra Baja. Den behandlas som monotypisk, det vill säga att den inte delas in i några underarter.

### Släktestillhörighet
Arten placerades tidigare i släktet Picoides, men DNA-studier visar att den endast är avlägset släkt med typarten i släktet, tretåig hackspett. Istället hör den till en grupp övervägande amerikanska hackspettar som även inkluderar släktet Veniliornis. Därför förs därför nu till ett annat släkte, Dryobates.

## Levnadssätt
Chaparallspetten förekommer i just buskvegetation (chaparral), men även ekskogar. Födan består av insekter och andra leddjur, framför allt skalbaggar. Fågeln inledning häckningen i februari, med äggläggning mestadels i april–maj. Hanen hackar ut ett nytt bohål varje år.

## Status och hot
Arten har ett stort utbredningsområde och en stor population, och tros öka i antal. Utifrån dessa kriterier kategoriserar internationella naturvårdsunionen IUCN arten som livskraftig (LC).

## Namn
Fågelns vetenskapliga artnamn hedrar Thomas Nuttall (1786-1859), engelsk botaniker och ornitolog verksam i perioder i USA.